# Les Premiers Sapins
Les Premiers Sapins község Franciaország Burgundia-Franche-Comté régiójában, Doubs megyében. Új községként 2016. január 1-jén jött létre Athose, Chasnans, Hautepierre-le-Châtelet, Nods, Rantechaux és Vanclans települések egyesítésével, melyek delegált község státusszal az új község részei lettek. Az egyesülésekor az új község lélekszáma 1537 főre nőtt, székhelye Nods lett. Lakosainak száma 1576 fő (2022. január 1.).

## Népesség
| Lakosok száma | 1555 | 1550 | 1544 | 1548 | 1560 | 1576 |
|               | 2017 | 2018 | 2019 | 2020 | 2021 | 2022 |